# ابن المناصف
ابن المناصف هو محمد بن عيسى بن محمد بن أصبغ، أبو عبد الله بن المناصف الأزدي القرطبي، نزيل إفريقية، قاض متفنن في العلوم.
ولي قضاء بلنسية ثم قضاء مرسية. وصرف، فسكن قرطبة. وحج وأقام بمصر قليلا، وعاد فمات بمراكش. له (المذهبة في الحلى والشيات - خ) و (تنبيه الحكام - خ) في سيرة القضاة وقبول الشهادات وتنفيذ الأحكام والحسبة، وكتاب في (أصول الدين) وآخر في (السيرة النبوية).

## نبذه عنه
أبو عبد الله ابن المناصف الذي يعتبر فقيهًا مجتهدًا يصنف أيضًا مع اللغويين، فقد ألف في هذا الفن كتبًا قيمة، وصلنا منها منظومتان: هما:«المذهبة في الحلى والشيات» ضمنه خلق الإنسان وخلق الخيل، و«المعقبة لكتاب المذهبة» وتتضمن وصف الإبل والغنم والظباء وحمر الوحش والنعم والسلاح والجنن.
يعتبر المؤلفان من نوع معجم المعاني الذي كان التأليف فيه يتناول بعض جوانب اللغة قبل المرحلة التي بدأ الاهتمام فيها بضم جميع فروع اللغة في كتاب واحد، كما يعتبران ذوي قيمة كبيرة من حيث غزارة المادة واستيعاب الأوصاف استيعابًا جيدًا.
يعتبر ابن المناصف: أبو عبد الله محمد بن عيسى بن محمد بن أصبغ الأزدي المهدوي المولد، القرطبي الأصل  من ألمع رجالات العلم ومن أبرز المجتهدين في الفقه الإسلامي في عصره، وقد اكتسب هذه الحظوة الرفيعة بسبب عدة عوامل أهمها:
ما ورثه من آبائه وأجداده – سلسلة العلم والفضل والجاه – من ذخائر علمية.
الجو الذي عاش فيه في ظل الدولة الموحدية التي كانت تشجع على نشر العلوم واتباع سبل الاجتهاد، بل وبتوجيه علماء الأمة إلى نبذ التقليد بقوة السيف أحيانا، إلى جانب تقلباته بين ربوع هذه الإمبراطورية الموحدية التي انتشر نفوذها في الغرب الإسلامي، حيث هاجر والده من قرطبة متوجها إلى المهدية بتونس (إقريقيا)، وبها ولد ودرس، وأتم دراسته بمدنية تونس، ثم بتلمسان بالجزائر التي أقام بها طويلا، ثم تقلد منصب القضاء بشرقي الأندلس، ثم قضى أيامه الأخيرة بمراكش إلى أن توفي بها سنة 620 هـ/1225م، حسبما أشرنا إلى ذلك في المقالة التي نشرت بالعدد 305 – 306 من هذه المجلة تحت عنوان: نظرة حول مخطوط «الدرة السنية».
ولعل العامل الثالث هو تضلعه باللغة العربية وتعمقه في أسرارها، ورشفه من معينها، مما ساعده على فهم مراد الله تعالى من خلال الآيات القرآنية والسنة النبوية، إذ مرتبة الاجتهاد لا يتم الوصول إليها إلا إذا كان المجتهد متعمقا في اللغة العربية إلى جانب إحاطته بمقاصد الشريعة وأصول الفقه وعلوم القرآن والحديث كأسباب النزول، والمحكم والمتشابه، والناسخ والمنسوخ، والجرح والتعديل.
لذا نجد هذا العالم يعتني بهذه اللغة، ويؤلف فيها كما يؤلف في غيرها.
وسأقتصر في الحديث هنا على هذا الجانب من نشاطه العلمي، مبرزا أهم ما ألفه فيه مما وصل إلينا وما لم يصل.
فمن مؤلفاته اللغوية التي ضاعت " قصيدة طويلة" ختم آخر كل شطر من أشطار أبياتها بكلمة "العجوز"، مستعملة كل مرة في معنى من معانيها غير المعنى السابق، أولها "
ألا تب عن معاطاة العجوز ونهنه عن مواطأة العجوز
ولا تركبا عجوزا في عجوز ولا روع، ولا تك بالعجوز
فالعجوز الأول: الخمر، والثاني: المرأة المسنة، والثالث: الخطة الذميمة، والرابع: الحب، والخامس: العاجز، قال عنها الزبيدي، راويا عن شيخه ابن الطيب الشرقي، بأنه كان رآها ووصفها بأنها أعظم انسجاما وأكثر فوائد.. وقال:«ومن أدركها فليلحقها»، ثم أضاف:«وهناك قصائد غيرها لم تبلغ مبلغها». 
ومما صول إلينا:
«المذهبية في الحلى والشيات» 
وهو نظم رجز، قسمه إلى قسمين:
القسم الأول: خصه بخلق الإنسان، ويتكون من 428 بيتا.
القسم الثاني: ذكر فيه خلق الخيل، وعدد أبياته 570 بيتا. وتوجد منه – حسب مبلغ علمنا – النسخ التالية:
1. نسخة بالخزانة العامة بالرباط في مجموع رقم 48 من ص:171 إلى ص:236، مكتوبة بخط مغربي واضح، بضع كلماتها مشكولة، وحجم الأوراق صغير، وعدد الأبيات في كل سطر نحو 21 بيتا، عناوينها مكتوبة باللون الأسود بخط بارز، إلا أنها خالية من اسم الناسخ وتاريخ النسخ، وهي النسخة التي أحيل عليها في الاستشهادات نظرا لوضوحها بالنسبة للنسخ الذي أمكن الاطلاع عليها في المغرب.
2. نسخة بالمكتبة نفسها رقم 1715 ضمن مجموع من 152 صفحة، متوسط الحجم، تشبه في مواصفاتها النسخة السابقة إلى حد ما، إلا أن هذه نقص الكاتب منها 348 بيتا.
3. نسخة بالخزانة الحسنية بالرباط في مجموع رقم 25، وأوراقها من الحجم الكبير، وتضم «المذهبة» بقسميها و«المعقبة» التي سيأتي الحديث عنها، وهي نسخة متلاشية تآكلت من كل أطرافها، ونخرت الأرضة جميع أجزائها، كتبت سنة 612 هـ، بدار المحدث «بقي بن مخلد» بقرطبة، وهي صورة سماع على الناظم من تلميذه محمد بن الشيخ بن أحمد محمد بن سابق المتوفى سنة 609 هـ، حسبما هو مثبت بصفحتها الثانية.
4. نسخة في مكتبة الأسكوريال بإسبانيا تحت عدد 518، ومعها «المعقبة». وقد ورد ذكرها في «التقويم الجزائري» الآتي ذكره، ولعلها التي ذكرها «بروكلمان» وأنها مؤرخة سنة 614 هـ عن خط الناظم.
5. نسخة في (آيا صوفيا) بتركيا رقم 1223/1 كتبت في أواخر القرن السابع الهجري بصورة سماع عن أبي العباس بن أحمد بن عمر القرطبي.

هذا وقد نشرت «المذهبة» بقسميها في «التقويم الجزائري» القسم الأدبي من ص:71 إلى ص:122 سنة 1330 هـ/1912م.
أبواب نظم «المعقبة لكتاب المذهبة»:
جعل أبواب هذا الكتاب جزءا ثانيا لكتاب «المذهبة» وضمنه وصف الإبل والغنم والظباء وحمر الوحش والنعم والسلاح والجنن، ويتكون من ألف بيت.
توجد من هذا المؤلف:
1. نسخة مع «المذهبة» هي التي أشرت إليها ضمن الحديث عن نسخة رقم 3 السابق ذكرها.
2. نسخة مع «المذهبة» أيضا التي أشرت إليها ضمن النسخة رقم4.

وهذا يدل على أن كلا من «المذهبة» و«المعقبة» يحتاجان إلى تحقيق ونشر، والعزم معقود إن شاء الله على تحقيق هذا الهدف بالنسبة «للمذهبة» على الأقل، ومن الله نستمد العون والسدد.
نسبة الكتابين إليه:
أما «المذهبة» فقد ذكرها له تلميذاه ابن الأبار والرعيني، وكذا العبدري  في «رحلته» أثناء حديثه عن علماء تونس الذين لقيهم في وجهته المشرقية وغيرهم.
و«المعقبة» ذكرها له مع «المذهبة» ابن عبد الملك المراكشي،  وقال:«وقفت عليها (أي المذهبة والمعقبة) بخطه المغربي مجموعين في مجلد واحد، وقد خدم الأولى منها، وطرز حواشيها بخطه المشرقي».
وقد ألفهما معا سنة 594 هـ حسب ما ورد في آخر النسخة رقم 3 الآنفة الذكر، خلافا لأحمد بابا الذي ذكر أنه نظمهما بمراكش. 
وقال ابن المناصف عن نسبة الكتاب الأول إليه:
ألفاظها معسولة مستعذبــة سميتها من أجل ذاك «المذهبة»
يجلو حلاها عند كل واصف وتعتزي على بني المناصف
وقال في مقدمة الجزئين معا:
أسباب التأليف:
من أسباب ذلك، كما يتجلى من خلال استقراء لأفكاره، ما يأتي:
الاستجابة لمن طلب منه ذلك، يقول في بداية «المذهبة»:
إلى أن يقول:
ويقول في بداية القسم الثاني منها:
إلى أن يقول:
الفائدة المعرفية التي تتجلى في الهدف الفني كإيجاد مفردات الشعر والشعراء، أو الإداري كإيجاد مصطلحات إدارية وفقهية لكتاب الدواوين والقضاء والموثقين والفقهاء.. وهو يشير إلى ذلك فيقول:
وبصفة عامة، ومن خلال دراسة كتب اللغة المماثلة، تبين أن بداية جمع الكلمات والألفاظ الغريبة كان من ضمن الجهود التي ترمي أولا على تفسير كتاب الله العزيز، ثم إلى إظهار أصالة الشعراء، وخاصة المحدثين منهم، ثم في حقبة تالية كان الهدف تكوين كتاب في دواوين الجيش وغيرها، كما سبقت الإشارة إلى ذلك، نظرا لما يتطلب الموقف من معرفة لغوية، للتفريق بين أصحاب الأرزاق، أو المتعاقدين، أو المتحاكمين، ومن فوائده الكثيرة أن ذلك يقوم مقام بطاقة التعريف الخاصة المستعملة في عصرنا هذا.
لهذه الغاية بدأ مؤلفنا بخلق الإنسان وأعطاه العناية الأولى، ولأن الله تعالى كرمه على جميع الخلائق، ثم قفى على آثاره بالخيل وخلقه في القسم الثاني ضمن جزء واحد، لأن الفرس مفضل عند العرب على باقي الحيوانات لما له من أهمية، منها:
• أنه رفيق في حله وترحاله، يقول الله تعالى:«والخيل والبغال والحمير لتركبوها وزينة»، وقال أيضا:«وهبنا لداوود سليمان، نعم العبد إنه أواب، إذ عرض عليه بالعشي الصافنات الجياد، فقال رب إني أحببت حب الخير عن ذكر ربي حتى توارت الحجاب».
وقد تغنى الشعراء بها ووصفوه، وتخيلوا الحوار معها، كما نرى ذلك في شعر عنتر بن شداد:
• وأنه مساعده في الجهاد، ووسيلة للعتاد الحربي، قال تعالى:«وأعدوا لهم ما استطعتم من قوة ومن رباط الخيل ترهبون به عدو الله وعدوكم».
يقول في ذلك سعيد بن مالك البكري:
• وأنه كان يتخذ للسباق والمراهنة، من ذلك ما ترويه كتب الأدب من السباق الذي جرى بين الفرسين داحس والغبراء، وما جر هذا السباق على طرفي كل من أصحابها من حروب دامت أربعين سنة.
وأما النعم فقد ذكرها نظرا لإنتاجها، واستفادة الإنسان منها، من حيث التغذية من لحومها، والتدفئة بصوفها ووبرها، واستعمال جلودها فيما ينفع الناس، وصدر بالجمل لأنه رفيق العربي في السلم والسفر، وقادر على حمل الأثقال، وقد شرفه الله تعالى بالذكر في القرآن فقال:«والأنعام خلقها، لكم فيها دفء ومنافع ومنها تأكلون ولكم فيها جمال حين تريحون وحين تسرحون وتحمل أثقالكم إلى بلد لم تكونوا بالغية إلا بشق الأنفس».
وأما ذكره للأسلحة فلملازمتها للناس، وضرورة توفرها في كل وقت وحين، وذلك لرد الكوارث التي تعانيها الإنسانية، فالكائن البشري بذكائه ودهائه يستطيع أن يمحق عدوه، وأن يتغلب على من هو أضعف منه، إن لم يكن مستعدا لمواجهة عدوانه، فطرة الله التي فطر الناس عليها، ولو أن هذه الغزيرة الفطرية يمكن تهذيبها والتلطيف من حدتها، كما يتهذب الإنسان المتحضر متى أريد له ذلك، قال تعالى:«ولولا دفاع الله الناس بعضهم ببضع لهدمت صوامع وبيع وصلوات ومساجد يذكر فيها اسم الله كثيرا».
والملاحظ أنه رغم تحصر أمم العالم وإدراكها ويلات الحرب وأخطارها، فإنها مازالت – وخصوصا الدول العملاقة منها – تتسابق للتوفير على أنواع الأسلحة الفتاكة التي تأتي على الأخضر واليابس.
تحليل المؤلفين:
يعتبر تأليفه هذا من نوع فقه اللغة ذي الطابع المعجمي من معاجم المعاني، وهي كما يرى بعض علماء اللغة، تفيدنا مبدئيا في إيجاد لفظ لمعنى من المعاني يدور بخلدنا، ولا ندري كيف نعبر عنه تعبيرا دقيقا. بخلاف معاجم الألفاظ التي تفيد الكشف عن لفظ من الألفاظ نجهل معناه كل الجهل، أو نعرفه بشكل غامض، ونود لو نعرفه بشكل دقيق.
وقد تم الوصول إلى معاجم المعاني عن طريق ثلاث مراحل:
• المرحلة الأولى: وأبرز الأنماط التي تمثلها:
أولا: الندرة والغرابة: من ذلك «النوادر في اللغة» لأبي زيد الأنصاري.
ثانيا: الموضوعات والمعاني: ومن أنماطها تلك الرسائل الصغيرة التي جمعت ألفاظ اللغة ورتبتها تبعا لموضوع من الموضوعات، أو معنى من المعاني العامة. من ذلك كتاب «خلق الفرس» لقطرب، وكتاب «الأجناس» وكتاب «الإبل» وكتاب «الأنواء» للأصمعي.
ثالثا: الأضداد: وهو ما ألف في اللفظ الذي يعبر عن المعنى وضده، كالكتب التي ألفها في ذلك الأصمعي والسجستاني وابن السكيت.
رابعا: مثلث الكلام: ويراد به الألفاظ التي وردت على ثلاث حركات بمعان مختلفة: كالسلام والسلام والسلام، الأول: التحية، والثاني: حجارة مدورة، والثالث: عروق في ظهر الكف، ومن أشهر ما ألف في هذا النمط «مثلثات قطرب».
خامسا: الأفعال ذات الاشتقاق الواحد، وأشهر من ألف فيه الزجاج.
سادسا: الحروف: وهو تأليف بعض الرسائل التي جمعت الألفاظ ورتبتها بحسب الحروف مثل «كتاب الهمز» لأبي زيد الأنصاري.
ويظهر أن تأليف ابن المناصف يتصل بهذا النوع الذي ساد في المرحلة الأولى أكثر منه في المرحلة التي تليها.
• المرحلة الثانية: وتتميز بجمع اللغة كلها في كتاب واحد، دون النظر إلى موضوع من الموضوعات، أو حصر الاهتمام في معنى من المعاني، أو حرفة من الحرف، ككتاب «الألفاظ» لابن السكيت، حيث جعل كتابه هذا في أكثر من مئة وخمسين بابا، تناول في كل باب معنى من المعاني، ذاكرا الألفاظ التي تستعمل في التعبير عن جميع أحوال هذا المعنى ودرجاته، ثم تبعه آخرون في هذا المنهج.
• المرحلة الثالثة: وتميز بالشمول والترتيب، وأشهر الكتب التي تمثل هذه المرحلة كما يرى الطرابلسي تمثيلا صحيحا هو «فقه اللغة» للثعالبي، و«المخصص» لابن سيده.
وبذلك يتبين أن ابن المناصف لم يكن سابقا للتأليف في هذه الموضوعات التي تشمل الإنسان والحيوان، فقد سبقه إلى ذلك – بالإضافة إلى من ورد ذكرهم هنا – آخرون، فممن ألف في خلق الإنسان أبو بكر بن الأنباري وأبو إسحاق الزجاج، وفي خلق الخيل ابن الأنباري أيضا وابن دريد، كما أن للقالي كتبا في خلق الإنسان والخيل وشياتها. وممن ألف فيه من معاصريه ابن المرخي، وسمى تأليفه:«بغية المرتبط ودرة الملتقط»، وقد جمعه للناصر الموحدي. قال ابن عبد الملك عنه: بأنه من أنبل الموضوعات وأعظمها جدوى.
ولم يتوقف التأليف في هذا النوع، فقد استمر بعد عصره، فظهر مؤلفون كثيرون، من بينهم أبو مروان عبدوس بن حكم، كتب «الحلى والشيات المستعملة في ديوان الجيش»، وعلي بن عبد الرحمن بن هذيل الأندلسي، كتب «حلية الفرسان وشعار الشجعان» وغيرها.
وعن منهج ابن المناصف في هذا التأليف أنه ذكر، في المقدمة الخاصة بالقسم الأول، سبب التأليف والنظم، ثم بين أنه رسم فيه ما يمكن معرفته في وقته، وأنه جاء به مختصرا مبينا، وأنه اعتمد فيما أورده، على اللفظ السهل الجلي الخفيف وقعه على السمع، وأنه لم يورد الحوشي في أثنائه، وإنما جمع ألفاظا لا يعاب من يستعملها.
وما قال في ذلك:
لم أورد الحوشي في أثنائه إذ ما تصديت إلى استيفائ لكن جمعت أحرفا لا تثقل ولا يعاب من لم يستعمل 
ثم أشار بأنه من كمال ما يشترط في إتمام الغرض المقصود أن يقدم باب في خلق الإنسان، يكون توطئة لما يرد من الحلى في بعض أعضاء الجسد. 
وقد وفي بشرط إلى حاد ما، فهو لم يورد الحوشي إلا عندما يضطر لتعيين الوصف الذي لا يجد محيدا عنه، فيقول مثلا في الحاجب:
وبالإضافة إلى الفائدة اللغوية، فهو في القسم الخاص بوصفه لخلق الإنسان وشياته ينتهز فرصة ذكره بعض الأوضاف التي تنطبق على النبي صلى الله عليه وسلم، من ذلك قوله:
وأما مصادره التي اعتمد عليها، فتظهر من خلال إشارته إلى بعض أصحابها كالفراء
والأصمعي، حيث أشار إلى الأول في أسماء الخيل في السباق قال:
وجملة المخصوص عند العرب كن سبق الخيل بوضع اللقب
عشـرة محفوظـــة الأسماء موقوفة النقــل عن الفراء (45)
وأشار إلى الثاني في آخر «باب: جمع خلق الإنسان»:
ومن المرجح أنه أخذ عن أبي علي القالي ولو أنه لم يذكره من بين مصادره، لأننا نلاحظ في بعض كلامه تقليدا لما ورد في كتاب «الأماني» أو على الأقل تقاربا وتشابها بينهما، من ذلك مثلا «ما في الفرس من أسماء الطير».(48) وقد يكون استقى مادته من كتب أخرى أدبية، يقول في ذلك:
قيمة المؤلفين:
رغم ما ألف في هذا الموضوع، يبقى ما كبته ابن المناصف في هذين الجزءين مفيد جدا، حيث يمتاز بغزارة مادته واستيعابه للأوصاف، وقد أبان عن مقدرته اللغوية، واطلاعه الكثير على دقائقها مما جعل تلميذه الرعيني، بعد ذكره لمنظوماته التي من بيناه «المذهبة» يقول:«وكل ذلك مما برز فيه وأبان عن معرفته ورسوخه». وقد ذكر القلقشندي في سياق المعرفة باللغة العربية في كتابه «صبح الأعشى» بأن الكاتب يحتاج إلى خمسة أصناف، منها الغريب.
وبعد أن ذكر بأن عددا من المصنفين صرفوا عنايتهم من ذلك، للاقتصار على ذكر الأسماء والأوصاف للنساء والرجال والخيل والوحوش، قال: و"كفاية المحتاج" لابن الأجدابي و«المذهبة» لابن أصبغ كافلتان بالكثير من ذلك، وقال ابن الأبار: "حملت عنه، أي المذهبة" وسمعت كثيرا منه".
وذكر شيخنا محمد المنوني بأن هذه من بين الكتب التي كانت تدرس في عهد الموحدين.
وبعد، فإن تأليف ابن المناصف هذا وغيرها، مما ذكرنا وما لم نذكره، وهو كثير جدا، ليعطي دليلا قويا لأبناء العروبة الذين ينقصون من لغتهم ويزهدون فيها، ليلتمسوا العون من غيرها لمسايرة المستجدات الحضارية والاختراعات المعاصرة، على أنها مرتع خصب، ونور وهاج، كيف لا، وهي لغة القرآن الكريم الذي لا يأتيه الباطل من بين يديه ولا من خلفه.
ولله در الحافظ إبراهيم إذ يقول: